# Botlog Island
Botlog ist eine Insel sowie gleichzeitig auch ein Barangay der Stadtgemeinde Concepcion im Nordosten der philippinischen Provinz Iloilo.

## Lage und Geographie
Sie liegt östlich der Insel Panay in der Visayas-See und ist Teil der Concepcion Islands, innerhalb derer sie in der Mitte zwischen Igbon Island (im Südosten) und Pan de Azucar (im Norden) liegt. Der Großteil der Insel ist mit Wald bewachsen und die Population konzentriert sich auf den Süden sowie eine größere Ansammlung in der Mitte des westlichen Küstenbereiches. Die höchste Erhebung der Insel befindet sich auf 101 m und befindet sich relativ in der Mitte. Mit einer ungefähren Länge von 700 m und einer ungefähren Breite von 860 m umfasst die Fläche der Insel ca. 0,86 km²

## Naturkatastrophen

### Taifun Haiyan
Der Taifun Haiyan (lokal unter dem Namen Yolanda bekannt) überquerte die Insel im Jahr 2013 und beschädigte dabei Boote und Häuser.